# Колония (Кобринский район)
Коло́ния (бел. Калонія) — деревня в Кобринском районе Брестской области Белоруссии. Входит в состав Остромичского сельсовета.
По данным на 1 января 2016 года население составило 30 человек в 17 домохозяйствах.

## География
Деревня расположена в 20 км к северо-востоку от города и станции Кобрин и в 65 км к востоку от Бреста, у автодорог Р2 Кобрин-Ивацевичи и М1 Брест-Минск.
На 2012 год площадь населённого пункта составила 0,3 км² (30 га).

## История
Населённый пункт известен с 1890 года как имения Н. Волкова и Л. Коминского. В разное время население составляло:
- 1999 год: 29 хозяйств, 73 человека;
- 2005 год: 26 хозяйств, 59 человек;
- 2009 год: 53 человек;
- 2016 год[2]: 17 хозяйств, 30 человек;
- 2019 год[1]: 11 человек.